# Hancock (film)
Pour les articles homonymes, voir Hancock.
Pour plus de détails, voir Fiche technique et Distribution.
Hancock est un film américain réalisé par Peter Berg, sorti en 2008. Il met en scène Will Smith dans le rôle d'un super-héros alcoolique.
Le film reçoit des critiques plutôt mitigées. La presse souligne l'humour, le jeu des acteurs et les effets spéciaux mais pointe du doigt le scénario qui n'exploite pas son potentiel. Le film est en revanche un succès commercial mondial.

## Synopsis
Super-héros alcoolique, John Hancock est rejeté par les habitants de sa ville de Los Angeles. Doté d'une force et d'une résistance surhumaines ainsi que de la faculté de voler, il est le seul de son genre et vit dans la solitude. Bien qu'il agisse pour la bonne cause, les dégâts considérables qu'il cause à chaque fois le rendent incroyablement impopulaire.
Un jour, cependant, il sauve la vie de Ray Embrey, un homme idéaliste qui rêve de rendre le monde meilleur. Persuadé que John Hancock n'est pas aussi irrécupérable qu'il le semble, il décide d'aider le super-héros à avoir une meilleure image auprès des gens et des médias. D'abord sceptique, Hancock se laisse convaincre. Au cours du film, alors qu'il évolue, le super-héros découvrira aussi le secret de ses origines.

## Fiche technique
- Titre original et français : Hancock
- Réalisation : Peter Berg
- Scénario : Vy Vincent Ngo et Vince Gilligan, d'après une idée originale de Vy Vincent Ngo
- Musique : John Powell
- Direction artistique : William Hawkins et Dawn Swiderski
- Décors : Neil Spisak
- Costumes : Louise Mingenbach
- Photographie : Tobias A. Schliessler
- Montage : Colby Parker Jr. et Paul Rubell
- Production : Akiva Goldsman, James Lassiter, Michael Mann et Will Smith
- Sociétés de production : Relativity Media et Overbrook Entertainment
- Sociétés de distribution : Columbia Pictures (États-Unis), Sony Pictures Releasing France (France), Walt Disney Studios Motion Pictures (Suisse)
- Budget : 150 000 000 de dollars[1]
- Pays de production :  États-Unis
- Langue originale : anglais
- Format : couleur - 2.35 : 1 - 35 mm - SDDS, DTS, Dolby Digital
- Genre : fantastique, comédie dramatique, super-héros
- Durée : 92 minutes, 102 minutes (version longue)
- Dates de sortie[2] :
  - États-Unis : 2 juillet 2008
  - Belgique, France, Suisse romande : 9 juillet 2008

## Distribution

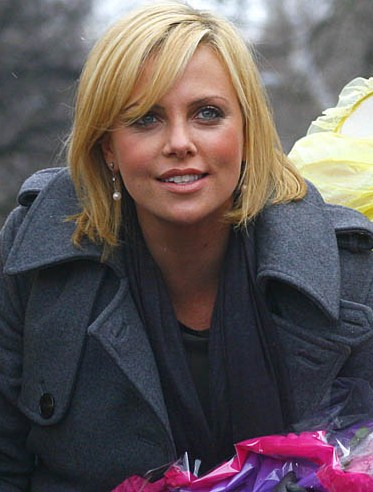
L'actrice principale Charlize Theron en février 2008, pour le Harvard Hasty Pudding Woman of the Year.

- Will Smith (VF : Greg Germain et VQ : Pierre Auger) : John Hancock
- Charlize Theron (VF : Barbara Kelsch et VQ : Camille Cyr-Desmarais) : Mary Embrey
- Jason Bateman (VF : Nicolas Marié et VQ : Yves Soutière) : Ray Embrey
- Jae Head (VF : Anatole Lebon et VQ : Léa Coupal-Soutière) : Aaron Embrey
- Daeg Faerch (VF : Philippe Cunrath et VQ : Aliocha Schneider) : Michel (Micha en VF)
- Eddie Marsan (VF : Gérard Darier) : Kenneth “Red” Parker Jr.
- Hayley Marie Norman (VF : Sophie Riffont) : Hottie
- Johnny Galecki : Jeremy
- Darrell Foster (VF : Tony Bollet) : le sergent de Police
- Nancy Grace (VF : Martine Irzenski) : elle-même
- Ken Blackwell (VF : Gunther Germain) : lui-même
- Michael Mann : un des actionnaires de Ray (caméo)

- Version française
  - Studio de doublage : Les Studios de Saint-Ouen
  - Direction artistique : Michel Derain
  - Adaptation des dialogues : Bob Yangasa

Sources et légendes : Version française (VF) sur Voxofilm Version québécoise (VQ) sur Doublage Québec

## Production
Vincent Ngo avait d'abord écrit, en 1992, un script spéculatif intitulé Tonight, He Comes avant que le producteur Akiva Goldsman ne s'y intéresse. Avant le tournage, le titre avait été changé en John Hancock en juin 2007, puis, un mois suivant, raccourci simplement en Hancock.
Le tournage des scènes du film a lieu à Los Angeles à partir du 3 juillet 2007 avec un budget de 150 000 000 de dollars.

## Sortie et accueil

### Date de sortie
L'avant-première mondiale prévue le 10 juin 2008 à Sydney, en Australie, a été annulée car le film attendait encore son homologation PG-13, non accordée en mai 2008.

### Box-office
Le film sort dans 3 965 salles aux États-Unis, récoltant 100 millions de dollars au sixième jour et 200 millions de dollars au vingt-cinquième jour. Terminant sa course avec un total de 227 millions de dollars, soit le quatrième plus gros succès aux États-Unis pour Will Smith, et le second plus gros succès mondial pour l'acteur avec plus de 620 millions de dollars après Independence Day. C'est l'un des gros succès de 2008 : 4e au box-office annuel américain et 9e au box-office français.
| Pays ou région | Box-office         | Date d'arrêt du box-office | Nombre de semaines |
| -------------- | ------------------ | -------------------------- | ------------------ |
| Mondial        | 629 443 428 $      | 7 septembre 2008           | 10                 |
| États-Unis     | 227 946 274 $      | 7 septembre 2008           | 10                 |
| France         | 3 077 695 entrées  |                            |                    |
| Belgique       | 416 297 entrées    |                            |                    |
| Suisse         | 348 949 entrées    |                            |                    |
| Europe         | 19 708 754 entrées |                            |                    |

## Projet de suite
Le réalisateur Peter Berg déclare peu avant la sortie du film qu'une suite pourrait voir le jour si le succès financier est au rendez-vous. La sortie du film en DVD/Blu-ray, Will Smith rapporte que des discussions sont en cours : « Les idées ne sont pas… développées, mais nous construisons tout un monde ; Je pense que les gens vont être très surpris du nouveau monde de Hancock. » En août 2009, Columbia Pictures engage Adam Fierro et Glen Mazzara pour écrire le scénario et envisage de rappeler la même équipe de production du premier film. Charlize Theron confirme sa participation. En janvier 2012, Peter Berg réaffirme son projet de faire le film. En 2020, Charlize Theron déclare en interview qu'elle est toujours partante pour la suite mais remarque que le projet stagne depuis des années.